# The Music Made Me Do It
The Music Made Me Do It è il quindicesimo album di Ted Nugent, pubblicato nel 2018 per la Round Hill 19.

## Tracce
Testi e musiche di Ted Nugent.
1. The Music Made Me Do It – 3:28
2. Where Ya Gonna Run to Get Away from Yourself – 3:05
3. Cocked, Locked & Ready to Rock – 3:37
4. Bigfundirtygroovenoize – 1:55
5. I love Ya Too Much Baby – 1:52
6. Backstrap Fever – 5:37
7. I Just Wanna Go Huntin – 3:06
8. Fread Bear – 6:22
9. Sunrize – 3:28
10. Sunrize Fender (Fender Bass VI Solo) – 4:56

## Formazione
- Ted Nugent – chitarra, voce
- Greg Smith – basso
- Jason Hartless – batteria